# Réorganisation des corps d'infanterie français (1815)
Pour les articles homonymes, voir Légion, Amalgame et Réorganisation des corps d'infanterie français.
Sous la Restauration, une deuxième réorganisation de l'armée a lieu en 1815 (la première a eu lieu en 1814), par la création des légions départementales.
Les légions départementales étaient des unités d'infanterie de l'armée française aux effectifs équivalents à ceux d'un régiment.
Établies par une ordonnance du Roi datée du 11 août 1815, leur mise sur pied s'inscrit dans le cadre d'une réorganisation de l'armée visant à rompre avec l'héritage politico-militaire du Premier Empire.

## Historique
L'armée s'étant ralliée à Napoléon, Louis XVIII, qui est obligé de se réfugier à l'étranger, publie, le 23 mars 1815, à Lille, une ordonnance licenciant l'armée.
La création des régiments en légions
Le 18 juin 1815, la défaite de Waterloo met fin à la dernière aventure napoléonienne et le 22 juin, l'Empereur abdique une seconde fois.
Le 8 juillet Louis XVIII est de retour à Paris. Le roi ne pardonnait pas à l'armée l'entrain avec lequel les régiments avaient abandonné la cocarde blanche pour reprendre la cocarde tricolore et obéir à l'Empereur. Il maintint son ordonnance du 23 mars qui licenciait toutes les troupes et voulut réorganiser l'armée sur de nouvelles bases qui briseraient tous les souvenirs de l'Empire.

Ainsi, le 14 juillet, après la soumission au gouvernement royal du maréchal Davout, commandant des forces armées repliée derrière la Loire, le roi dissous et licencie l'armée Impériale par une nouvelle ordonnance royale en date du 16 juillet 1815 : « Considérons qu'il est urgent d'organiser une nouvelle armée attendu que d'après notre ordonnance du 23 mars celle qui existait se trouve licenciée.... ».

Le 15 juillet, tous les bataillons de garde nationale furent renvoyés dans leurs foyers, les régiments de tirailleurs fédérés furent supprimés ; les bataillons de militaires retraités furent licenciés et la levée de la conscription de 1815 fut suspendue et les conscrits déjà incorporés renvoyés dans leurs foyers.

Une ordonnance du 16 juillet maintint le licenciement de tous les régiments de la garde, de la ligne et légers, des bataillons des colonies, des bataillons coloniaux, du bataillon de l'île d'Elbe, des bataillons de chasseurs des Alpes et des Pyrénées et des régiments de la marine.

Il restait encore sur pied les compagnies de vétérans, les bataillons de chasseurs corses et les régiments étrangers, à l'exception du régiment polonais qui était passé au service de la Russie. Tous les régiments à licencier qui se trouvaient dans les villes du Nord et de l'Est furent dirigés sur la rive gauche de la Loire.
Par ordonnance du 11 août 1815, Louis XVIII crée les légions départementales.

L'ordonnance du 11 août 1815 forma l'infanterie en 87 légions, ayant chacune 2 bataillons d'infanterie de ligne, 1 bataillon de chasseurs à pied, de trois cadres de compagnies formant le dépôt, une compagnie d'éclaireurs à cheval et une compagnie d'artillerie.
Chaque légion prit le nom du département, dans laquelle elle avait été organisée, et un numéro. Chacune d'elles se composait d'hommes nés dans ce même département, à l'exception des officiers. Les légions prirent entre elle le rang des départements où elles avaient été formées. Le numéro d'ordre du département était aussi celui des légions.
Cette institution qui n'eut qu'une très courte durée, ne fut pas entièrement complétée. Toutefois, elle reçut une dernière modification, conformément à l'ordonnance du 17 février 1819, par l'adjonction de huit nouvelles légions, créées le 17 février de cette même année. C'est ainsi que :
- 8 départements eurent 2 légions à 3 bataillons
- 3 départements eurent 1 légion à 4 bataillons
- 48 départements eurent 1 légion à 3 bataillons
- 27 départements eurent 1 légion à 2 bataillons

Corps de troupes royaux et princiers
Pendant les Cent-Jours, le roi et les princes avaient fait former un certain nombre de corps de troupes, dont quelques-uns eurent une assez longue durée et entrèrent dans la nouvelle armée :
- Le régiment d'infanterie légère, dit régiment de la Couronne, est créé le 17 juin 1815 et composé d'un état-major, d'une compagnie de dépôt et de 2 bataillons à 5 compagnies. 1er bataillon fut versé dans le 2e régiment de la garde royale et le 2e bataillon dans le 6e régiment de la garde royale .
- Un second régiment d'infanterie légère, dit régiment du Nord, est créé le 27 juin 1815 à Cambrai et composé d'un état-major, d'une compagnie de dépôt et de 2 bataillons à 5 compagnies. Il forma ensuite la légion du Nord (58e).
- Le régiment de chasseurs à pied d'Angoulême, formé à Bordeaux entre les mois d'avril et juillet 1815 et composé de 2 bataillons. Réduit le 1er novembre à 7 compagnies, celles-ci furent versées dans la légion de la Gironde (31e).
- 2 bataillons de chasseurs des Pyrénées-Orientales, furent formés, le 8 mai 1815, en Catalogne par le duc d'Angoulême. Ces bataillons entrèrent le 1er août 1815 dans la composition de la légion royale des Pyrénées qui forma ensuite la légion des Pyrénées-Orientales (65e).
- Un corps royal de volontaires de Bretagne, composé de 2 bataillons, fut formé Au mois de mai, lorsque la guerre civile recommença en Vendée. Le 1er bataillon entra dans la légion du Morbihan (55e) et le 2e bataillon entra dans la légion de la Sarthe (71e).
- La légion de Lamballe et le corps de volontaires royaux de Plancoet, dont les éléments entrèrent dans le 5e régiment de la garde royale puis qui furent versées dans les légions de Bretagne.
- La légion royale de Normandie à 2 bataillons fut commencée en juin 1815. Comme elle se formait avec difficulté, elle fut licenciée le 15 août suivant.
- Le bataillon étranger de Valespir, levé en Catalogne par le duc d'Angoulême et qui fut licencié le 10 août 1815.
- Le régiment royal de chasseurs à pied de Marie-Thérèse, organisé à 2 bataillons, fin juin 1815 à Montpellier.  Le 1er bataillon entra dans le 4e régiment de la garde royale et le 2e bataillon entra dans la légion de la Haute-Garonne (29e).
- Au mois d'avril, 15 compagnies de volontaires royaux avaient été formées à Marseille et d'autres compagnies furent formées dans les villes voisines. Tous ces corps se dispersèrent lorsque le duc d'Angoulême dut partir pour l'Espagne. Ces éléments se rassemblèrent après Waterloo et entrèrent dans les formations suivantes, faites au mois de juillet : 
  - Le régiment Royal-Louis à 3 bataillons qui était alors à Aix-en-Provence fut scindé. Le 1er bataillon entra dans la légion des Bouches-du-Rhône (12e), le 2e bataillon entra dans la légion du Var (80e) et le 3e bataillon entra dans la légion de Vaucluse (81e).
  - Le régiment royal du Gard à 2 bataillons qui était alors à Nîmes, entra dans la légion du Gard (28e).
  - Le régiment royal des chasseurs à pied de l'Hérault à 7 compagnies, qui était à Montpellier, entra dans la légion de l'Hérault (32e).
  - Le corps royal des miquelets de la Lozère, à 8 compagnies, en garnison à Mende, entra dans la légion de la Lozère (46e).
  - Le corps des volontaires royaux des Côtes-du-Nord, à 7 compagnies, entra dans la légion des Côtes-du-Nord (20e).

### Liste des légions et numéro d'ordre en 1815
Liste des légions départementales avec leur numéro d'ordre, à l'origine, en 1815, puis leur transformation en régiments d'infanterie.
- 1re Légion de l'Ain, qui deviendra le 1er régiment d'infanterie de ligne en 1820
- 2e Légion de l'Aisne, qui deviendra le 2e régiment d'infanterie de ligne en 1820
- 3e Légion de l'Allier, qui entrera dans la composition du 3e régiment d'infanterie de ligne en 1820[Note 1]
- 4e Légion des Basses-Alpes[7], qui deviendra le 2e régiment d'infanterie légère en 1820
- 5e Légion des Hautes-Alpes, qui deviendra le 3e régiment d'infanterie légère en 1820
- 6e Légion de l'Ardèche, qui deviendra le 4e régiment d'infanterie légère en 1820
- 7e Légion des Ardennes, qui deviendra le 1er régiment d'infanterie légère en 1820
- 8e Légion de l'Ariège, qui deviendra le 5e régiment d'infanterie légère en 1820
- 9e Légion de l'Aube, qui entrera dans la composition du 4e régiment d'infanterie de ligne en 1820
- 10e Légion de l'Aude, qui entrera dans la composition du 41e régiment d'infanterie de ligne en 1820
- 11e Légion de l'Aveyron, qui entrera dans la composition du 5e régiment d'infanterie de ligne en 1820
- 12e Légion des Bouches-du-Rhône[8],[9], qui deviendra le 6e régiment d'infanterie de ligne en 1820
- 13e Légion du Calvados, qui deviendra le 7e régiment d'infanterie de ligne en 1820
- 14e Légion du Cantal, qui entrera dans la composition du 8e régiment d'infanterie de ligne en 1820
- 15e Légion de la Charente, qui deviendra le 42e régiment d'infanterie de ligne en 1820
- 16e Légion de la Charente-Inférieure, qui entrera dans la composition du 43e régiment d'infanterie de ligne en 1820
- 17e Légion du Cher, qui entrera dans la composition du 9e régiment d'infanterie de ligne en 1820
- 18e Légion de la Corrèze, qui entrera dans la composition du 10e régiment d'infanterie de ligne en 1820
- 19e Légion de la Côte-d'Or, qui deviendra le 11e régiment d'infanterie de ligne en 1820
- 20e Légion des Côtes-du-Nord (volontaires des Côtes-du-Nord), qui entrera dans la composition du 59e régiment d'infanterie de ligne en 1820 et qui formera le 12e régiment d'infanterie de ligne la même année[Note 2].
- 21e Légion de la Creuse, qui deviendra le 6e régiment d'infanterie légère en 1820
- 22e Légion de la Dordogne, qui deviendra le 13e régiment d'infanterie de ligne en 1820
- 23e Légion du Doubs, qui entrera dans la composition du 44e régiment d'infanterie de ligne en 1820
- 24e Légion de la Drôme, qui entrera dans la composition du 5e régiment d'infanterie de ligne en 1820
- 25e Légion de l'Eure, qui deviendra le 14e régiment d'infanterie de ligne en 1820
- 26e Légion de l'Eure-et-Loir, qui deviendra le 45e régiment d'infanterie de ligne en 1820
- 27e Légion du Finistère, qui deviendra le 15e régiment d'infanterie de ligne en 1820
- 28e Légion du Gard (Régiment royal du Gard), qui deviendra le 16e régiment d'infanterie de ligne en 1820
- 29e Légion de la Haute-Garonne (2e bataillon de chasseurs Marie-Thérèse), qui deviendra le 17e régiment d'infanterie de ligne en 1820
- 30e Légion du Gers, qui entrera dans la composition du 18e régiment d'infanterie de ligne en 1820
- 31e Légion de la Gironde (chasseurs d'Angoulême), qui entrera dans la composition du 49e régiment d'infanterie de ligne en 1820 et qui formera le 19e régiment d'infanterie de ligne la même année.
- 32e Légion de l'Hérault (chasseurs de l'Hérault), qui deviendra le 20e régiment d'infanterie de ligne en 1820
- 33e Légion d'Ille-et-Vilaine (volontaires de Plancoët), qui entrera dans la composition du 41e régiment d'infanterie de ligne en 1820 , qui formera le 21e régiment d'infanterie de ligne la même année
- 34e Légion de l'Indre, qui entrera dans la composition du 9e régiment d'infanterie de ligne en 1820
- 35e Légion d'Indre-et-Loire, qui deviendra le 46e régiment d'infanterie de ligne en 1820
- 36e Légion de l'Isère, qui deviendra le 22e régiment d'infanterie de ligne en 1820
- 37e Légion du Jura, qui deviendra le 7e régiment d'infanterie légère en 1820
- 38e Légion des Landes, qui entrera dans la composition du 18e régiment d'infanterie de ligne en 1820
- 39e Légion de Loir-et-Cher, qui entrera dans la composition du 47e régiment d'infanterie de ligne en 1820
- 40e Légion de la Loire, qui deviendra le 8e régiment d'infanterie légère en 1820
- 41e Légion de la Haute-Loire, qui deviendra le 9e régiment d'infanterie légère en 1820
- 42e Légion de la Loire-Inférieure (légion de Lamballe), qui deviendra le 23e régiment d'infanterie de ligne en 1820
- 43e Légion du Loiret, qui deviendra le 48e régiment d'infanterie de ligne en 1820
- 44e Légion du Lot, qui entrera dans la composition du 49e régiment d'infanterie de ligne en 1820
- 45e Légion de Lot-et-Garonne, qui entrera dans la composition du 50e régiment d'infanterie de ligne en 1820
- 46e Légion de la Lozère (miquelets de la Lozère), qui entrera dans la composition du 10e régiment d'infanterie de ligne en 1820
- 47e Légion de Maine-et-Loire, qui deviendra le 24e régiment d'infanterie de ligne en 1820
- 48e Légion de la Manche, qui entrera dans la composition du 43e régiment d'infanterie de ligne en 1820 et qui formera le 25e régiment d'infanterie de ligne la même année.
- 49e Légion de la Marne, qui deviendra le 51e régiment d'infanterie de ligne en 1820
- 50e Légion de la Haute-Marne, qui deviendra le 11e régiment d'infanterie légère en 1820
- 51e Légion de la Mayenne, qui deviendra le 12e régiment d'infanterie légère en 1820
- 52e Légion de la Meurthe, qui deviendra le 52e régiment d'infanterie de ligne en 1820
- 53e Légion de la Meuse, qui deviendra le 53e régiment d'infanterie de ligne en 1820
- 54e Légion du Mont-Blanc formée de la légion du Mont-Blanc. En raison du deuxième traité de Paris la France se sépare du département du Mont-Blanc.
- 54e Légion de la Corse, formée avec les bataillons de chasseurs corses, qui deviendra le 10e régiment d'infanterie légère en 1820
- 55e Légion du Morbihan (1er bataillon de volontaires bretons), qui deviendra le 26e régiment d'infanterie de ligne en 1820
- 56e Légion de la Moselle, qui deviendra le 27e régiment d'infanterie de ligne en 1820
- 57e Légion de la Nièvre[Note 3], qui entrera dans la composition du 3e régiment d'infanterie de ligne en 1820
- 58e Légion du Nord (formé du régiment du Nord) qui formera les 28e et 29e régiments d'infanterie de ligne en 1820
- 59e Légion de l'Oise, qui deviendra le 30e régiment d'infanterie de ligne en 1820
- 60e Légion de l'Orne, qui deviendra le 31e régiment d'infanterie de ligne en 1820
- 61e Légion du Pas-de-Calais, qui entrera dans la composition du 44e régiment d'infanterie de ligne en 1820 et qui formera le 32e régiment d'infanterie de ligne la même année.
- 62e Légion du Puy-de-Dôme, qui deviendra le 33e régiment d'infanterie de ligne en 1820[Note 4]
- 63e Légion des Basses-Pyrénées, qui deviendra le 13e régiment d'infanterie légère en 1820
- 64e Légion des Hautes-Pyrénées, qui deviendra le 14e régiment d'infanterie légère en 1820
- 65e Légion des Pyrénées-Orientales (2 bataillons de chasseurs royaux), qui deviendra le 15e régiment d'infanterie légère en 1820
- 66e Légion du Bas-Rhin, qui deviendra le 34e régiment d'infanterie de ligne en 1820
- 67e Légion du Haut-Rhin, qui deviendra le 35e régiment d'infanterie de ligne en 1820
- 68e Légion du Rhône, qui deviendra le 54e régiment d'infanterie de ligne en 1820
- 69e Légion du Haute-Saône, qui deviendra le 16e régiment d'infanterie légère en 1820
- 70e Légion de Saône-et-Loire, qui deviendra le 36e régiment d'infanterie de ligne en 1820
- 71e Légion de la Sarthe (2 bataillons de volontaires bretons), qui deviendra le 37e régiment d'infanterie de ligne en 1820
- 72e Légion de la Seine, qui entrera dans la composition du 47e régiment d'infanterie de ligne en 1820 et qui formera les 38e et 55e régiment d'infanterie de ligne la même année[Note 5].
- 73e Légion de la Seine-et-Marne, qui deviendra le 56e régiment d'infanterie de ligne en 1820
- 74e Légion de la Seine-et-Oise, qui deviendra le 38e régiment d'infanterie de ligne en 1820
- 75e Légion de la Seine-Inférieure, qui entrera dans la composition du 49e régiment d'infanterie de ligne en 1820 et qui formera le 39e régiment d'infanterie de ligne la même année.
- 76e Légion des Deux-Sèvres, qui entrera dans la composition du 4e régiment d'infanterie de ligne en 1820
- 77e Légion de la Somme, qui deviendra le 40e régiment d'infanterie de ligne en 1820
- 78e Légion du Tarn, qui deviendra le 57e régiment d'infanterie de ligne en 1820
- 79e Légion du Tarn-et-Garonne, qui deviendra le 58e régiment d'infanterie de ligne en 1820
- 80e Légion du Var (3e bataillon Royal-Louis), qui deviendra le 17e régiment d'infanterie légère en 1820
- 81e Légion du Vaucluse (2e bataillon Royal-Louis), qui deviendra le 18e régiment d'infanterie légère en 1820
- 82e Légion de la Vendée, qui entrera dans la composition du 8e régiment d'infanterie de ligne en 1820
- 83e Légion de la Vienne, qui entrera dans la composition du 59e régiment d'infanterie de ligne en 1820
- 84e Légion de la Haute-Vienne, qui deviendra le 19e régiment d'infanterie légère en 1820
- 85e Légion des Vosges, qui deviendra le 20e régiment d'infanterie légère en 1820
- 86e Légion de l'Yonne, qui deviendra le 60e régiment d'infanterie de ligne en 1820.

### Ordonnance du 16 juillet 1815 sur la création d'une nouvelle force militaire active
Louis par la grâce de Dieu, Roi de France et de Navarre,
Nous avons ordonné et ordonnons ce qui suit :
Article Ier
La force militaire active de la France consistera, savoir :
- En quatre-vingt-six légions d'infanterie, de trois bataillons chacune
- Huit régiments d'artillerie à pied,
- Quatre régiments d'artillerie à cheval
- Un régiment de carabiniers royaux,
- Six régiments de cuirassiers,
- Dix régiments de dragons,
- Vingt-quatre régiments de chasseurs,
- Et six régiments de hussards.

Article II
Il sera formé, un corps royal du génie, pour être en proportion avec l'organisation générale des autres armes.
Article III
Notre ministre secrétaire-d'état au département de la guerre nous présentera, dans le plus bref délai, l'organisation détaillée de ces différents corps.
Donné à Paris, le seizième jour du mois de juillet mil huit cent quinze, de notre régne le vingt-unième.

Signé LOUIS,
Par le Roi :
Le ministre secrétaire-d'état au département de la guerre. 
Signé, maréchal Gouvion-Saint-Cyr.

### Ordonnance du 11 août 1815[10]
Ordonnance du Roi sur l'organisation des légions départementales
Louis, par la grâce de Dieu, Roi de France et de Navarre,
Vu l'article 3 de notre ordonnance du 16 juillet 1815, 
Nous avons ordonné, et ordonnons ce qui suit : 

## Composition

### Nombre de bataillons par département
Nombre de bataillons d'infanterie de ligne par département avec + 2 le nombre de bataillons d'infanterie légère (10 légions à 2 bataillons) conformément à l'ordonnance du 17 février 1819.
| Département         | Nb de bataillons | Département      | Nb de bataillons | Département         | Nb de bataillons |
| ------------------- | ---------------- | ---------------- | ---------------- | ------------------- | ---------------- |
| Ain                 | 3                | Haute-Garonne    | 3                | Oise                | 3                |
| Aisne               | 3                | Gers             | 3                | Orne                | 3                |
| Allier              | 3                | Gironde          | 6                | Pas-de-Calais       | 6                |
| Basses-Alpes        | 2 + 2            | Hérault          | 3                | Puy-de-Dôme         | 3                |
| Hautes-Alpes        | 2 + 2            | Ille-et-Vilaine  | 6                | Basses-Pyrénées     | 3 + 2            |
| Ardèche             | 2                | Indre            | 2                | Hautes-Pyrénées     | 2 + 2            |
| Ardennes            | 3                | Indre-et-Loire   | 3                | Pyrénées-Orientales | 2                |
| Ariège              | 2 + 2            | Isère            | 3                | Bas-Rhin            | 4                |
| Aube                | 3                | Jura             | 2 + 2            | Haut-Rhin           | 3                |
| Aude                | 2                | Landes           | 2                | Rhône               | 3                |
| Aveyron             | 2                | Loir-et-Cher     | 2                | Haute-Saône         | 3                |
| Bouches-du-Rhöne    | 3                | Loire            | 3                | Saône-et-Loire      | 3                |
| Calvados            | 3                | Haute-Loire      | 3                | Sarthe              | 3                |
| Cantal              | 2                | Loire-Inférieure | 3                | Seine               | 6                |
| Charente            | 3                | Loiret           | 3                | Seine-Inférieure    | 6                |
| Charente-Inférieure | 3                | Lot              | 3                | Seine-et-Marne      | 3                |
| Cher                | 2                | Lot-et-Garonne   | 3                | Seine-et-Oise       | 3                |
| Corrèze             | 2                | Lozère           | 2                | Deux-Sèvres         | 3                |
| Corse               | 2 + 2            | Maine-et-Loire   | 3                | Somme               | 4                |
| Côte-d'Or           | 3                | Manche           | 6                | Tarn                | 3                |
| Côtes-du-Nord       | 6                | Marne            | 3                | Tarn-et-Garonne     | 2                |
| Creuse              | 2 + 2            | Haute-Marne      | 2                | Var                 | 2                |
| Dordogne            | 3                | Mayenne          | 2                | Vaucluse            | 2                |
| Doubs               | 2                | Meurthe          | 3                | Vendée              | 3                |
| Drôme               | 3                | Meuse            | 3                | Vienne              | 3                |
| Eure                | 3                | Morbihan         | 4                | Haute-Vienne        | 2 + 2            |
| Eure-et-Loir        | 3                | Moselle          | 3                | Vosges              | 2 + 2            |
| Finistère           | 3                | Nièvre           | 2                | Yonne               | 3                |
| Gard                | 3                | Nord             | 6                |                     |                  |

## Équipement

### Habillement
Après la chute de Napoléon en 1815, l'infanterie de ligne comme légions départementales était en retour en habit blanc, comme dans l'ancienne armée Royale. Mais depuis l'ordonnance du roi de 27 octobre 1820: Habit, collet, paremements et doublure, en drap bleu de roi.

Veste bleu de roi. 

Pantalon ou culotte bleu de roi.

L'habit sera sans galons ni broderies; il boutonnera droit par-devant au moyen de neuf gros boutons; il sera à collet montant et à parements dits en bottes; les poches seront en travers et à trois pointes; les basques seront tombantes, en arriére du genou. Il y aura deux gros boutons au bas de la taille, deux à l'extrémité des basques et trois sur chaque pale de poches.

La veste sera sans galons ni broderies, elle sera fermée au moyen de neuf petits boutons d'uniforme.

Le pantalon sera demi-collant, sans broderies ni galons.
Boutons
Les boutons, uniformes, de cuivre jaune.
Coiffure
Shako avec plaque de cuivre orné de fleur-de-lis

Uniformes des légions départementales
Carabinier de la légion des Basses-Alpes
Légion de l'Aube
Légion du Calvados
Officiers de la légion de l'Eure-et-Loir
Musicien et cornet de voltigeur de la légion d'Ille-et-Vilaine
Légion de l'Indre
Canonnier de la légion de la Moselle
Légion du Nord
Grenadier de la légion de Saône-et-Loire
Voltigeur de la légion de Seine-Inférieure
Légion des Deux-Sèvres
Cavalier et trompette des éclaireurs à cheval de la légion du Morbihan